# Лаурсен, Мартин
Мартин Лаурсен (дат. Martin Laursen; род. 26 июля 1977[…], Форванг, Орхус) — датский футболист, защитник. Его последним клубом была «Астон Вилла» где он был капитаном. За национальную сборную он сыграл 53 матча и забил 2 гола. Участник Чемпионата мира 2002 и двух Чемпионатов Европы.

## Клубная карьера
Мартин родился в городе Форванг, возле Силькеборга. С малых лет Лаурсен начал играть в футбол в местном любительском клубе «Горн-Форванг». А свою профессиональную карьеру Мартин начал в датском клубе «Силькеборг», выступающем в датской Суперлиге. Лаурсен дебютировал за «Силкеборг» в октябре 1995 года под руководством главного тренера Пребена Ларсен-Элькьера. Мартин помог клубу достичь второго места в Суперлиге в сезоне 1997/98, правда, уже с новым тренером — Зеппом Пионтеком. В том сезоне он сыграл 22 матча и забил один гол. Всего, Лаурсен сыграл 35 игр и забил один гол за «Силькеборг» в Суперлиге от своего дебюта до своей последней игре в июне 1998 года.

## Голы за сборную
| # | Дата           | Место             | Соперник    | Счёт | Результат | Соревнование            |
| - | -------------- | ----------------- | ----------- | ---- | --------- | ----------------------- |
| 1 | 9 октября 2003 | Копенгаген, Дания | Румыния     | 2:2  | 2:2       | Квалификация на ЧЕ 2004 |
| 2 | 9 декабря 2007 | Орхус, Дания      | Лихтенштейн | 2:0  | 4:0       | Квалификация на ЧЕ 2008 |

## Титулы

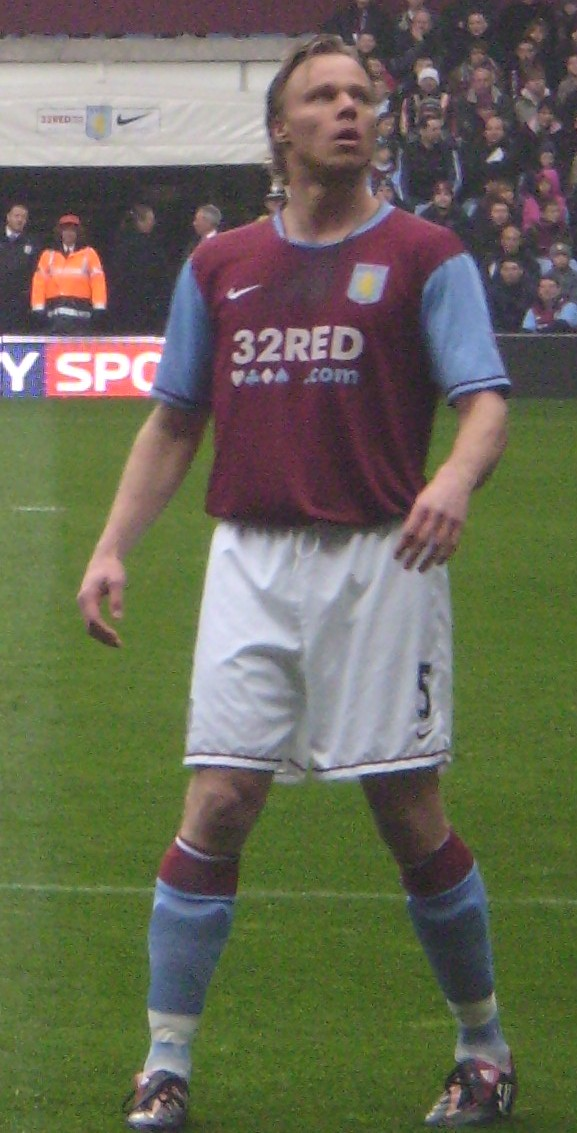

### В составе «Милана»
- Обладатель Кубка Италии: 2002/03
- Победитель Лиги чемпионов: 2002/03
- Обладатель Суперкубка УЕФА: 2003
- Победитель Серии A: 2003/04

### Индивидуальные
- Футболист года в Дании: 2008